# Rockwell-MBB X-31
Rockwell-Messerschmitt-Bölkow-Blohm X-31 Enhanced Fighter Maneuverability je bil ameriško/nemški program namenjen raziskovanju uporabe usmerjevalnika potiska na letalih. X-31 je imel visoko manevrirnost in je lahko letel pri visokih vpadnih kotih, pri katerih bi konvencionalno letalo padlo v vrij. Za večjo manevrirnost je imel tudi kanarde in "strake" površine.
Zgradili so dva X-31, prvi let je bil 11. oktobra 1990. V naslednjih petih letih so izvedli čez 500 testnih letov. 6. novembra 1992 je izvedel kontroliran let pri 70° vpadnem kotu.

## Specifikacije (X-31)
Podatki iz Jane's All The World's Aircraft 1993–94
Splošne karakteristike
- Posadka: one
- Dolžina: 43 ft 4 in (13,21m)
- Razpon kril: 23 ft 10 in (7,26 m)
- Višina: 14 ft 7in (4,44m)
- Površina kril: 226,3 sq ft (21,02 m²)
- Vitkost: 2,51:1
- Teža praznega letala: 11410 lb (5175 kg)
- Naložena teža: 14600 lb (6622 kg)
- Maks. vzletna teža: 15935 lb (7228 kg)
- Pogon letala: 1 × General Electric F404-GE-400 turbofan, 16000 funtov (71 kN)z dodatnim zgorevanjem in usmerjevalnikom potiska

 Zmogljivost 
- Maks. hitrost: Mach 1,28 (900 mph, 783 vozlov, 1449 km/h)
- Višina leta: 40000 ft (12200 m)
- Hitrost vzpenjanja: 43000 ft/min (218 m/s)
- Obremenitev kril: 64,5 lb/ft² (315 kg/m²)

## Galerija
- Rockwell-MBB X-31 v letu
- Digram Herbstovega manevra
- X-31 v Oberschleißheim